# Sedo
Sedo is een bestuurslaag in het regentschap Demak van de provincie Midden-Java, Indonesië. Sedo telt 2668 inwoners (volkstelling 2010).